# Bridgeville (Pensilvania)
Bridgeville es un borough ubicado en el condado de Allegheny en el estado estadounidense de Pensilvania. En el año 2000 tenía una población de 5341 habitantes y una densidad poblacional de 948.2 personas por km².

## Geografía
Bridgeville se encuentra ubicado en las coordenadas 40°21′25″N 80°06′31″O / 40.35694, -80.10861.

## Demografía
Según la Oficina del Censo en 2000 los ingresos medios por hogar en la localidad eran de $34 873 y los ingresos medios por familia eran $46 500. Los hombres tenían unos ingresos medios de $35 461 frente a los $25 527 para las mujeres. La renta per cápita para la localidad era de $19 500. Alrededor del 7.8% de la población estaba por debajo del umbral de pobreza.